# Карамель (фільм)
«Карамель» (фр. Caramel) — французько-ліванський фільм 2007 року, дебютна робота режисера і актриси Надін Лабакі. Прем'єра фільму відбулася 20 травня 2007 року на Каннському кінофестивалі.

## Сюжет
Романтична мелодрама розповідає про життя шести бейрутських жінок. Четверо працюють в салоні краси: Нісрін, заручена, готується до весілля; Ямал, розведена, мати підлітків, невезуча актриса; Рима, завжди в штанах, захоплена Сіхам, усміхненою клієнткою; Лайаль, закохана в одруженого чоловіка. Також Роза, швачка середнього віку, яка дбає про Лілі, самотню і страждаючу недоумством жінку.

## У ролях
- Надін Лабакі — Лайаль
- Ясмін Елмасрі — Нісрін
- Джоенна Мукарзел — Рима
- Гізель Ауад — Ямал
- Адель Карам — Юсеф
- Сіхам Хадад — Роза
- Азіза Семаан — Лілі

## Знімальна група
- Режисер — Надін Лабакі
- Сценарист — Надін Лабакі, Родні Ель Хадад, Джихад Ходжелі
- Продюсер — Анн-Домінік Туссен, Стефані Рига, Ремі Бураха, Рафаель Бергудо
- Оператор — Ів Сехнауі
- Композитор — Халед Музанар
- Художник по костюмах — Каролін Лабакі

## Саундтрек
«Succar Ya Banat» — Racha Rizk 

«Mreyte Ya Mreyte» — Racha Rizk

## Художні особливості
- У титрах до фільму показана карамель, використовується як засіб епіляції. Масу роблять за східним способом, змішуючи цукор, лимон і воду. «Це теж ідея кисло -солодкого, гіркого, чарівного цукру, який здатний обпалювати і діяти болісно», вказується постановниками.
- Всі жінки фільму — за винятком Надін Лабакі — непрофесійні акторки.
- У фільмі ніде не згадується війна. Зйомка фільму закінчується за кілька днів до початку ізраїльсько-ліванського конфлікту 2006 року.
- Художник по костюмах, Каролін Лабакі, є сестрою Надін Лабакі. А композитор, Халед Музанар, майбутній чоловік Надін
- Зйомка почалася 20 травня 2006, а закінчилася 2 липня 2006. Війна вибухнула через кілька днів і пост- продакшн почався в Парижі.

## Нагороди та номінації

### Міжнародні нагороди
- Oslo Films from the South Festival (2007)[1]:
  - Films from the South Award — Best Feature Nadine Labaki
- Міжнародний кінофестиваль у Сан-Себастьяні (2007)[2]:
  - Приз глядацьких симпатій — Надін Лабакі
  - Премія «Себастьян» — Надін Лабакі
  - Приз молодіжного журі — Надін Лабакі
- Стокгольмський міжнародний кінофестиваль (2007:
  - Приз ФІПРЕССІ — Надін Лабакі

#### Номінації
- Asia Pacific Screen Awards (2007):
  - Найкращий фільм
- Achievement in Directing:
  - Best Performance by an Actress
- Асоціація кінокритиків Аргентини (2009):
  - Найкращий іноземний фільм, не іспанською мовою
- Satellite Awards (2008):
  - Best Motion Picture, Foreign Language Film